# Schellinkhout
Schellinkhout (Frisian: Skellinkhout) er en landsby i kommunen Drechterland, i regionen West-Friesland, i den nederlandske provins Noord-Holland. Schellinkhout havde 828 indbyggere i januar 2016. Schellinkhout ligger 3 km sydøst for Hoorn.
- Schellinkhout fra diget
- Den typiske Vest-Frisiske beboelse langs diget
- Kig på Schellinkhout fra diget
- I et af husene lige uden for byen

## Eksterne link
- www.geschiedenisschellinkhout.nl

52°38′02″N 5°07′12″Ø / 52.634°N 5.12°Ø